# Eiko Shishii
Eiko Shishii, née le 19 août 1965 à Tokyo, est une patineuse de vitesse sur piste courte japonaise.

## Carrière
Elle dispute l'épreuve de démonstration de patinage de vitesse sur piste courte aux Jeux olympiques en 1988 à Calgary et remporte la médaille d'or.
Elle est aussi sacrée championne du monde en 1985 à Amsterdam et en 1987 à Montréal.